# Traiteur de surfaces en bois
Le traiteur de surfaces en bois est un artisan de la filière bois qui apporte des traitements de surface (par abrasion mécanique ou manuelle) à des pièces de bois, qu’ils s’agisse de produits finis, de pièces destinées à l’assemblage ou d’objets en cours de restauration.
Il effectue des mélanges de produits relatifs au traitement du bois et à l’embellissement esthétique de l’ouvrage. Il applique ces produits au moyen de pistolets pneumatiques ou de pinceaux. Il utilise également les techniques relatives aux bains de trempage ou à l’application au tampon. Il polit, ponce et égalise les surfaces entre les applications successives des différentes couches de peinture, de vernis ou de teinture.
Il peut recourir à des techniques de vieillissement apparent de l’ouvrage, en particulier dans les secteurs du meuble et du siège (patine à l'ancienne, peintures à effet craquelé, éraflures, criblage des surfaces).   

## Conditions de travailà l’exercice de ce métier
Cette profession s'exerce le plus souvent en station debout, dans des positions parfois inconfortables et dans un environnement fortement exposé aux odeurs et aux poussières. Elle nécessite la stricte application des normes de sécurité et le port de vêtements de protection appropriés (masque, gants…). Les délais de fabrication et le cahier des charges doivent être strictement respectés.

## Formation
Le métier est accessible sans formation particulière, celle-ci peut être prise en charge par l’employeur. Des filières scolaires ou d’apprentissages sont organisées.

## Santé
C’est un métier qui peut exposer les travailleurs à des outils et produits (pesticides, vernis, peintures, solvants…) dangereux, et à la poussière de bois qui est une source importante d’allergies (asthme notamment).